# Ragály (település)
Ragály község Borsod-Abaúj-Zemplén vármegyében, a Putnoki járásban.

## Fekvése
Az Aggteleki-karszt déli részén helyezkedik el, a megyeszékhely Miskolctól 46 kilométerre északra.
A környező települések: északkelet felől Imola (5 km), délkelet felől Zubogy (5 km), dél felől Alsószuha (7 km), délnyugat felől  Zádorfalva (5 km), északnyugat felől pedig Trizs (4 km). A legközelebbi városok: Rudabánya (12 km), Putnok (21 km) és Kazincbarcika (25 km).

### Megközelítése
Csak közúton érhető el, Zádorfalva felől a 2601-es, Aggtelek-Trizs vagy Felsőkelecsény-Zubogy érintésével a 2603-as, Kánó-Imola felől pedig a 2607-es úton.

## Nevének eredete
A település neve valószínűleg a szláv rogalj szóból származik. Jelentése: szarv, szaru.

## Története
Első temploma már a 13. században állt. A lakosság nagy többsége a 16. században a református hitre tért át. A török megszállástól sokat szenvedett; a törökök 1558-ban felégették a falut. Legnagyobb birtokos családja a Balassa család volt.
A település 1923-ig Gömör és Kishont vármegye, 1923 és 1938 között Borsod, Gömör és Kishont vármegye, 1938 és 1945 között ismét Gömör és Kishont vármegye, majd 1945-1949 között Borsód-Gömör vármegye része volt.

## Közélete

### Polgármesterei
- 1990–1994: Demeter Józsefné (független)[3]
- 1994–1998: Demeter Józsefné (független)[4]
- 1998–2002: Demeter Józsefné (független)[5]
- 2002–2006: Id. Dusza László (független)[6]
- 2006–2010: Id. Dusza László (független)[7]
- 2010–2014: Dusza Dániel László (független)[8]
- 2014–2016: Dusza Dániel László (független)[9]
- 2016–2019: Perczel Sándor (független)[10][11]
- 2019–2024: Perczel Sándor (független)[12]
- 2024– : Perczel Sándor (független)[1]

A településen 2016. szeptember 4-én azért kellett időközi polgármester-választást (és képviselő-testületi választást) tartani, mert a képviselő-testület júliusban feloszlatta magát. A választáson a hivatalban lévő polgármester is elindult, de 16,22 %-os eredményével négy jelölt közül csak az utolsó helyet tudta elérni.

## Népesség
A település népességének változása:
| Lakosok száma | 684  | 660  | 643  | 609  | 583  | 571  | 567  |
|               | 2013 | 2014 | 2015 | 2021 | 2022 | 2023 | 2024 |

2001-ben település lakosságának 60%-a magyar, 40%-a cigány nemzetiségűnek vallotta magát.
A 2011-es népszámlálás során a lakosok 83,6%-a magyarnak, 10,7% cigánynak, 0,2% szlováknak mondta magát (16,4% nem nyilatkozott; a kettős identitások miatt a végösszeg nagyobb lehet 100%-nál). A vallási megoszlás a következő volt: római katolikus 44,9%, református 28,1%, görögkatolikus 0,8%, evangélikus 0,6%, felekezeten kívüli 2,4% (22,5% nem válaszolt).
2022-ben a lakosság 89,2%-a vallotta magát magyarnak, 9,3% cigánynak, 0,2-0,2% görögnek, németnek, románnak és lengyelnek, 1,2% egyéb, nem hazai nemzetiségűnek (10,8% nem nyilatkozott; a kettős identitások miatt a végösszeg nagyobb lehet 100%-nál). Vallásuk szerint 22,3% volt római katolikus, 24,5% református, 1,5% görög katolikus, 0,2% egyéb keresztény, 0,5% evangélikus, 7% felekezeten kívüli (43,7% nem válaszolt).

## Látnivalók
- A református templom eredetijét a 12–13. században építhették, akkor még persze katolikus templomnak. A középkori falfestményeket és a latin nyelvű szövegeket a reformáció idején lemeszelték; a falfestményeket és a latin nyelvű szövegtöredékeket közelmúltban tárták fel és restaurálták.

A 18–19. században és 1908-ban erősen átalakították. Bejárata a déli oldalon nyílik. Hajója viszonylag rövid (7 m * 15 m), diadalíves, egyenesen záródó szentélye dongaboltozatos. A huszártorony az 1876–82-es felújításkor készült, és eredetileg a tető keleti végén állt. Mostani helyére, a nyugati oldal fölötti tetőrészre 1908-ban helyezték át. A hajó és a szentély déli falát egy-egy keskeny román kori résablak töri át. A 19. században a hajó másik ablakát és a szentély zárófalát is megnagyobbították. A hajó 18. század végi kazettás, festett famennyezetét 1910-ben lebontották; most egyszínű, sík deszkázat helyettesíti.
A szép, fából faragott, festett, népies barokk stílusú bútorzat 1790 körül készült; az elpusztult mennyezettel egyidős lehet. Az északi és nyugati oldalon álló, csavart faoszlopokkal alátámasztott karzat mellvédjének medallionjait édenkerti motívumok díszítik. A festett szószékkorona finom faragásával és gazdag díszítésével tűnik ki. A csúcsán pelikán áll, alul a birtokos Balassa-Ragályi család címere. Több más tárgyon is festéknyomok látszanak.
Úrasztali kelyhe 1480 tájáról való. Egyik terítőjén a következő, latin nyelvű felirat olvasható: „ANNA SZAZ PECIT AD COENAM DOMINI DEDICAT ECCLESIAE RAGALIEN 1548” – ez a legrégibb, megmaradt magyar úrihímzés. Dienes Katalin terítője 1683-ban készült, három másik hímzés 18. századi munka. Az értékes textíliák elvitték a templomból, és az egyházkerület sárospataki múzeumában őrzik.

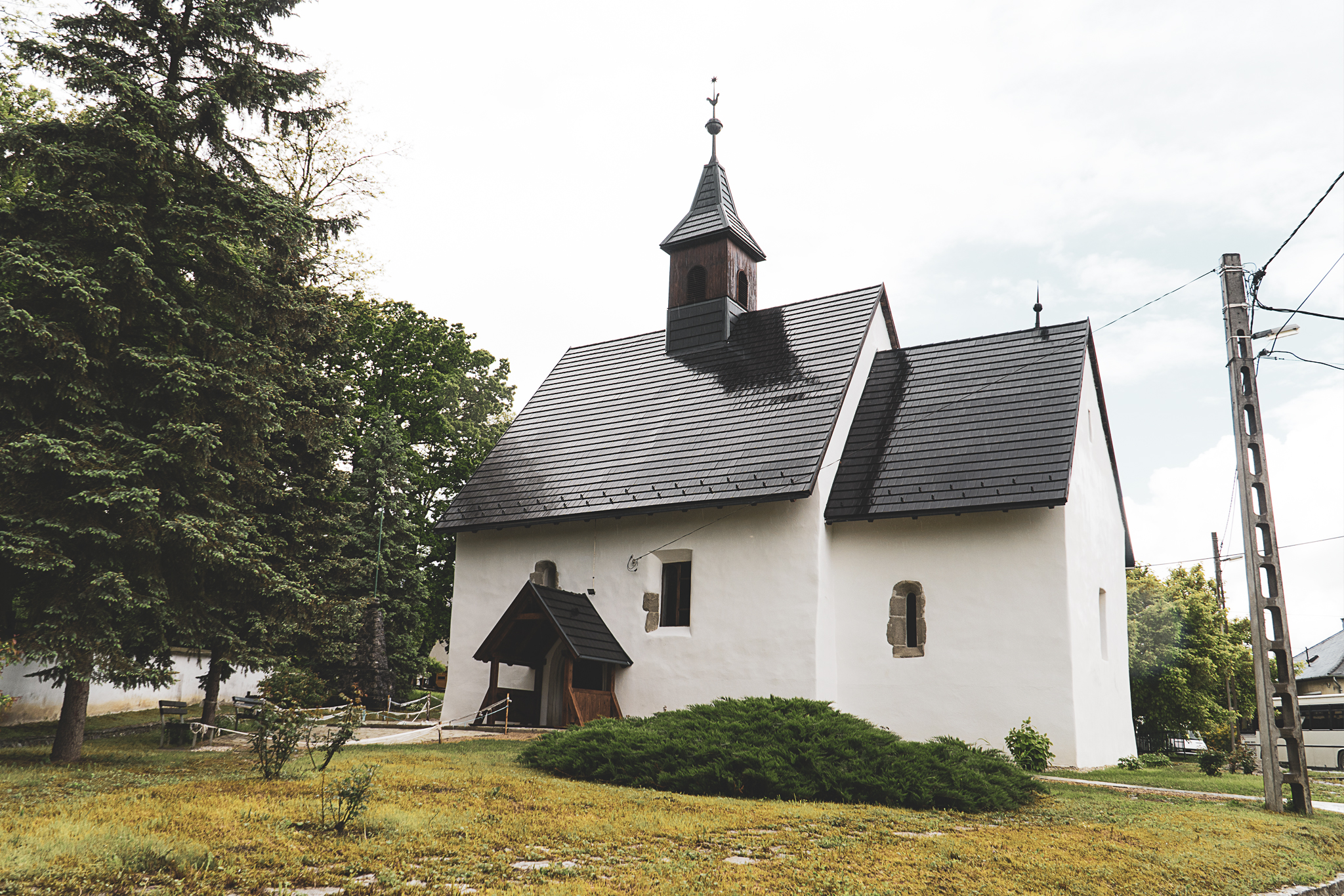
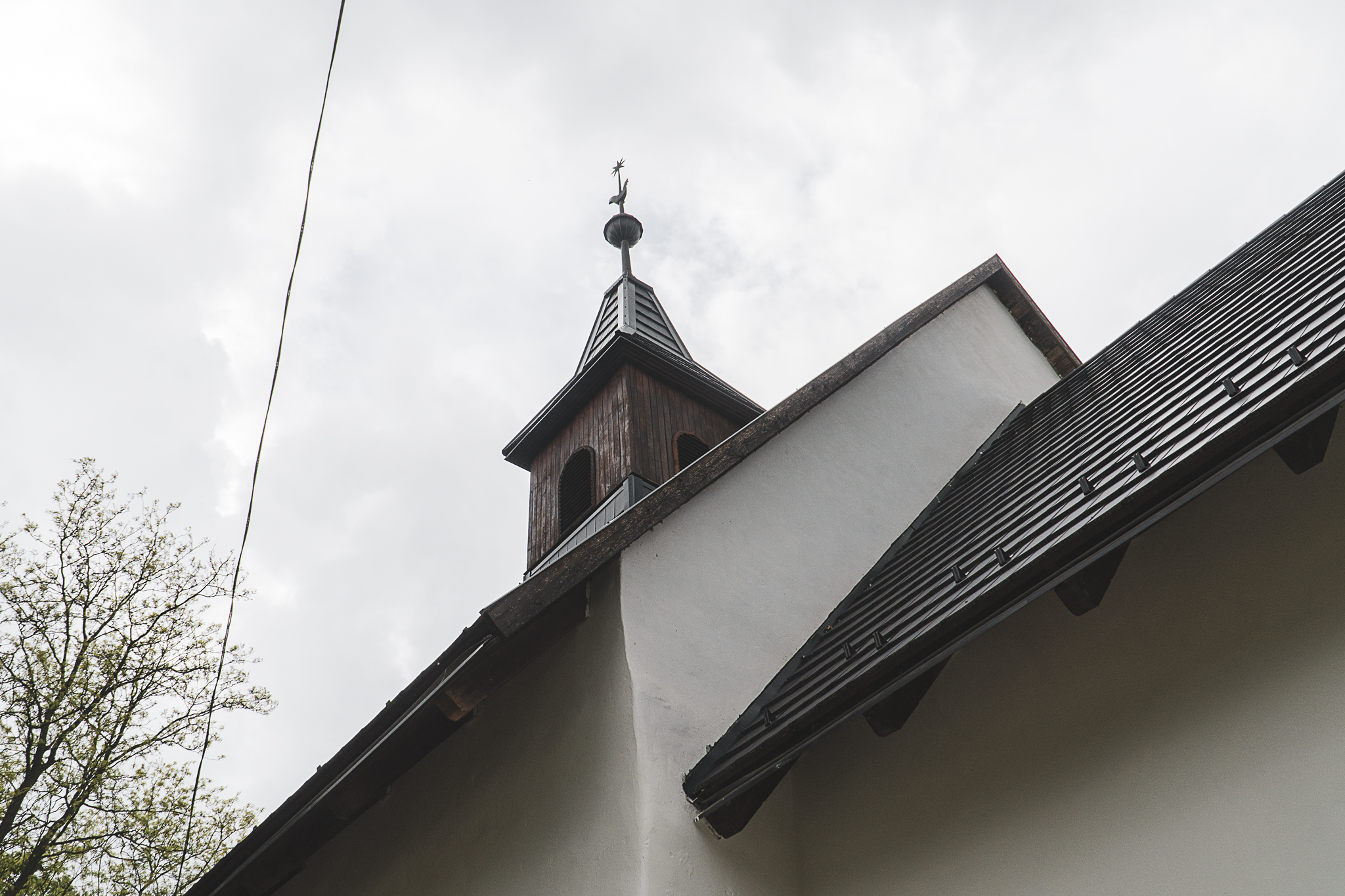
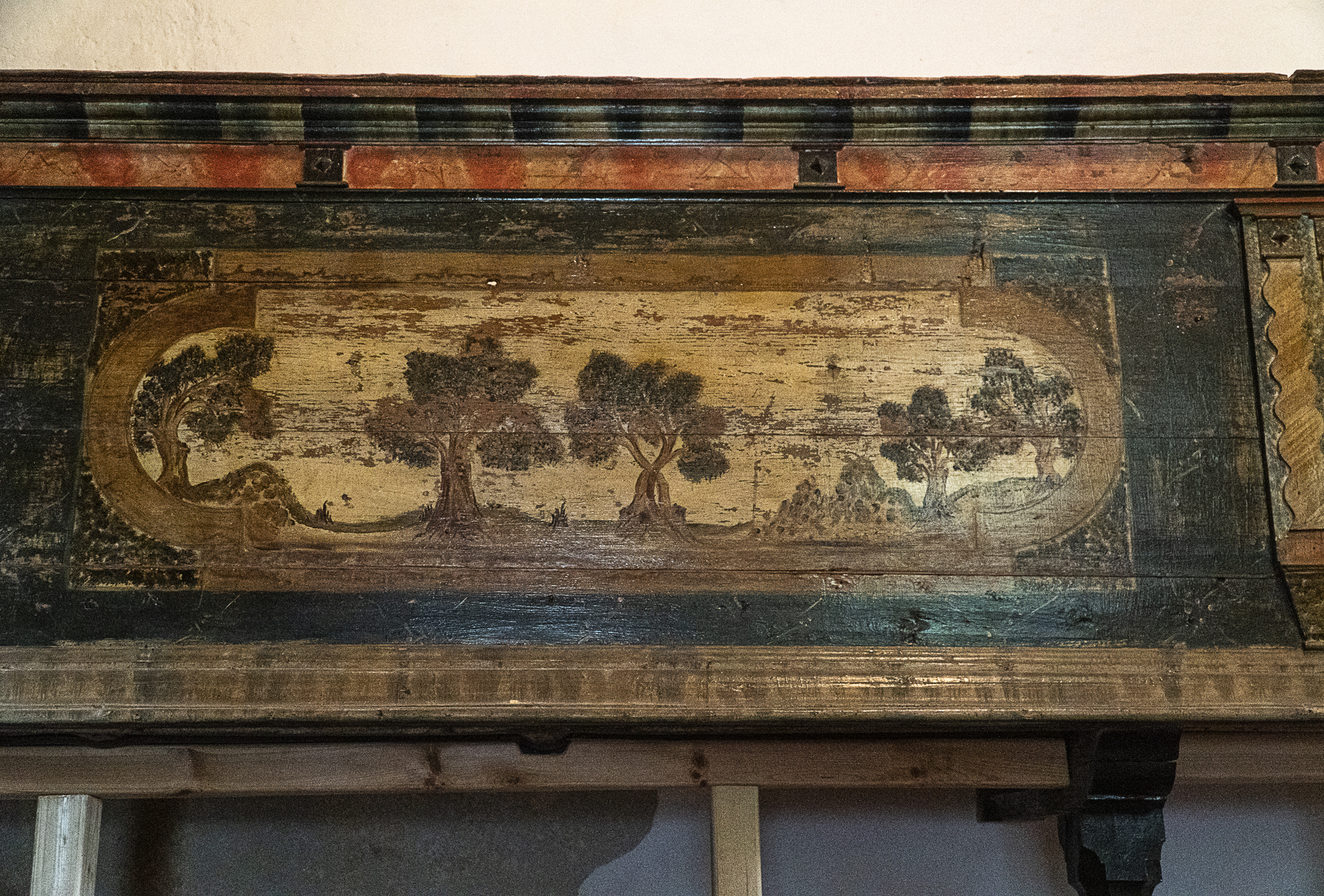
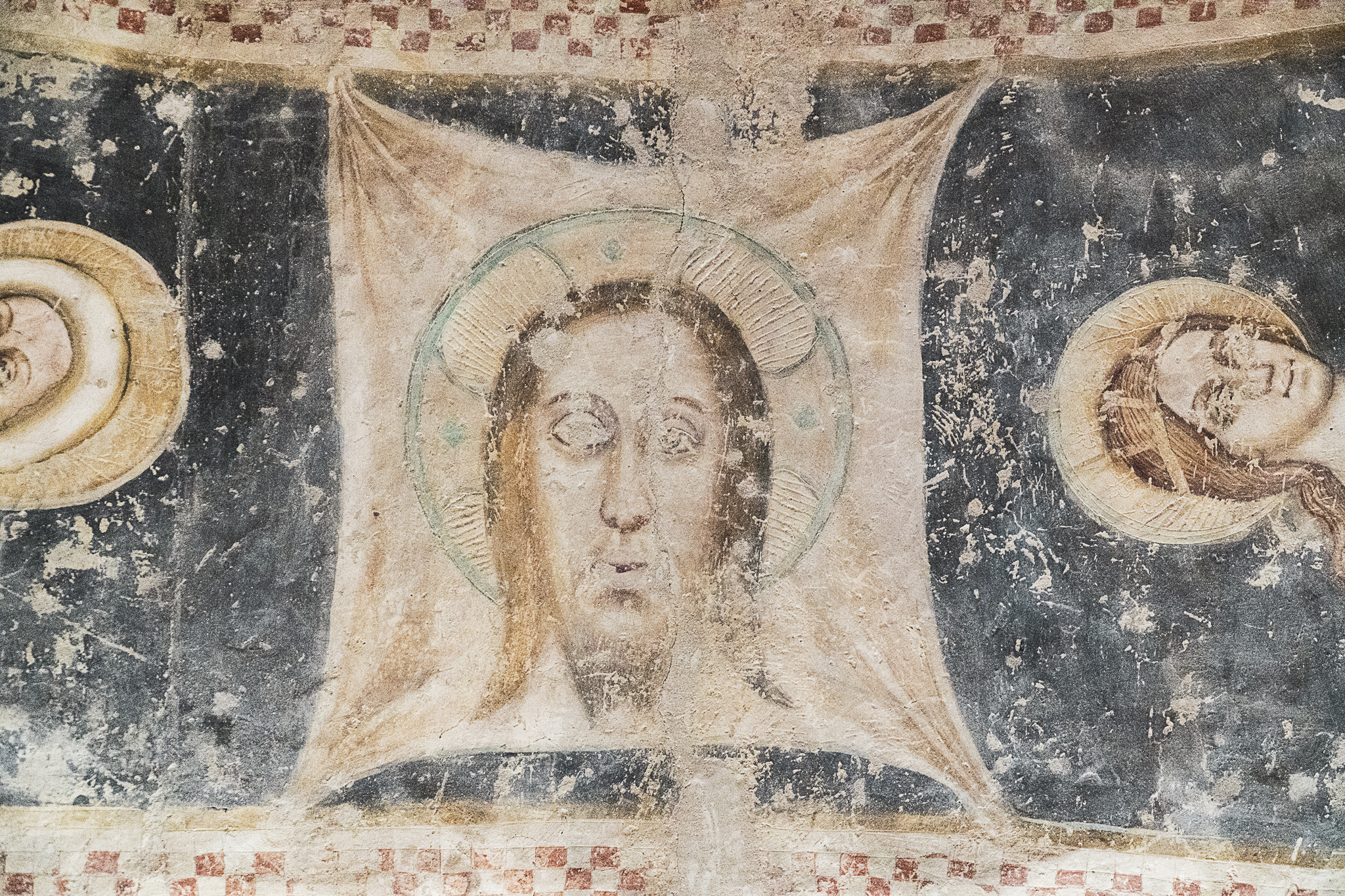
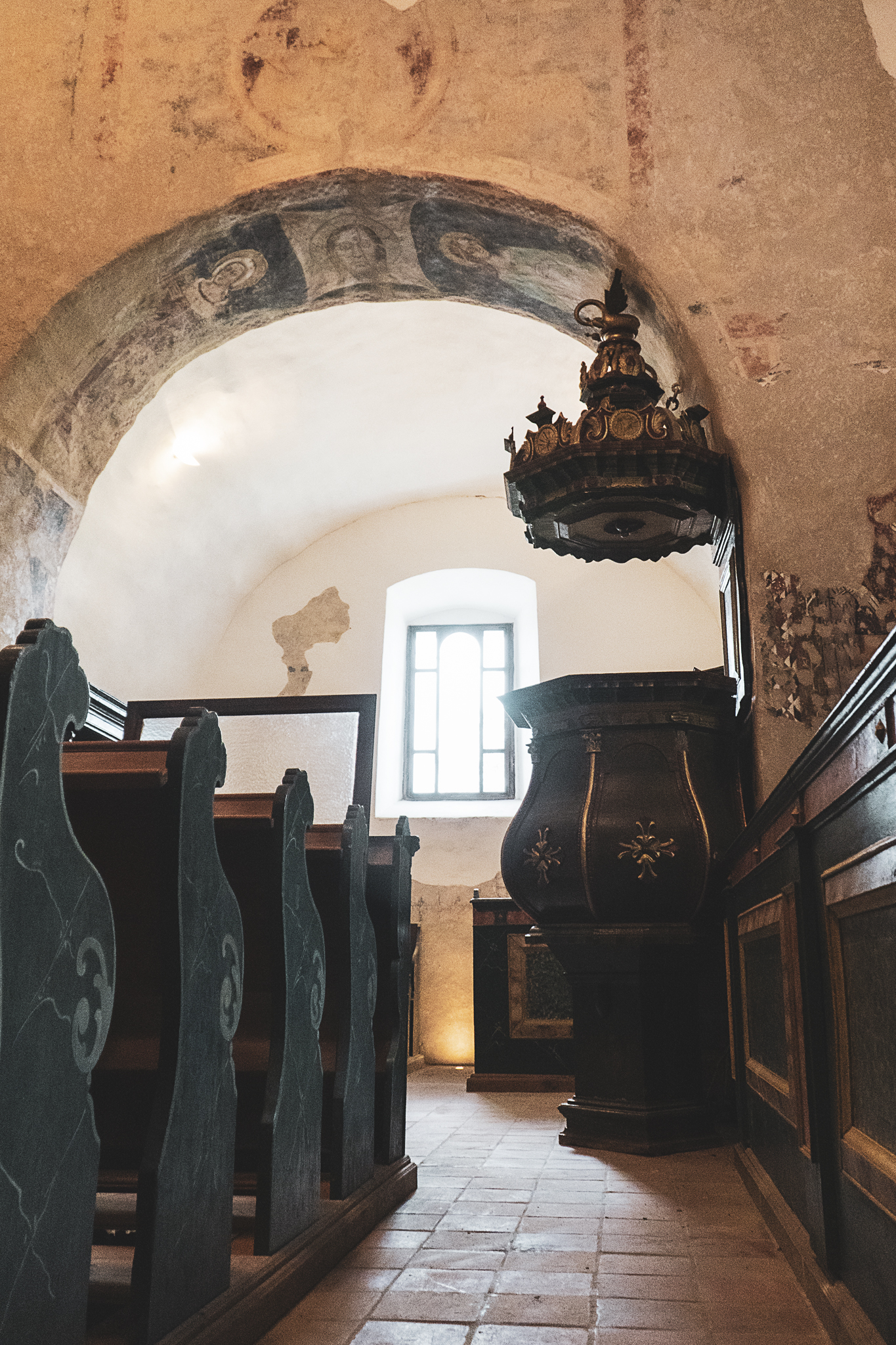
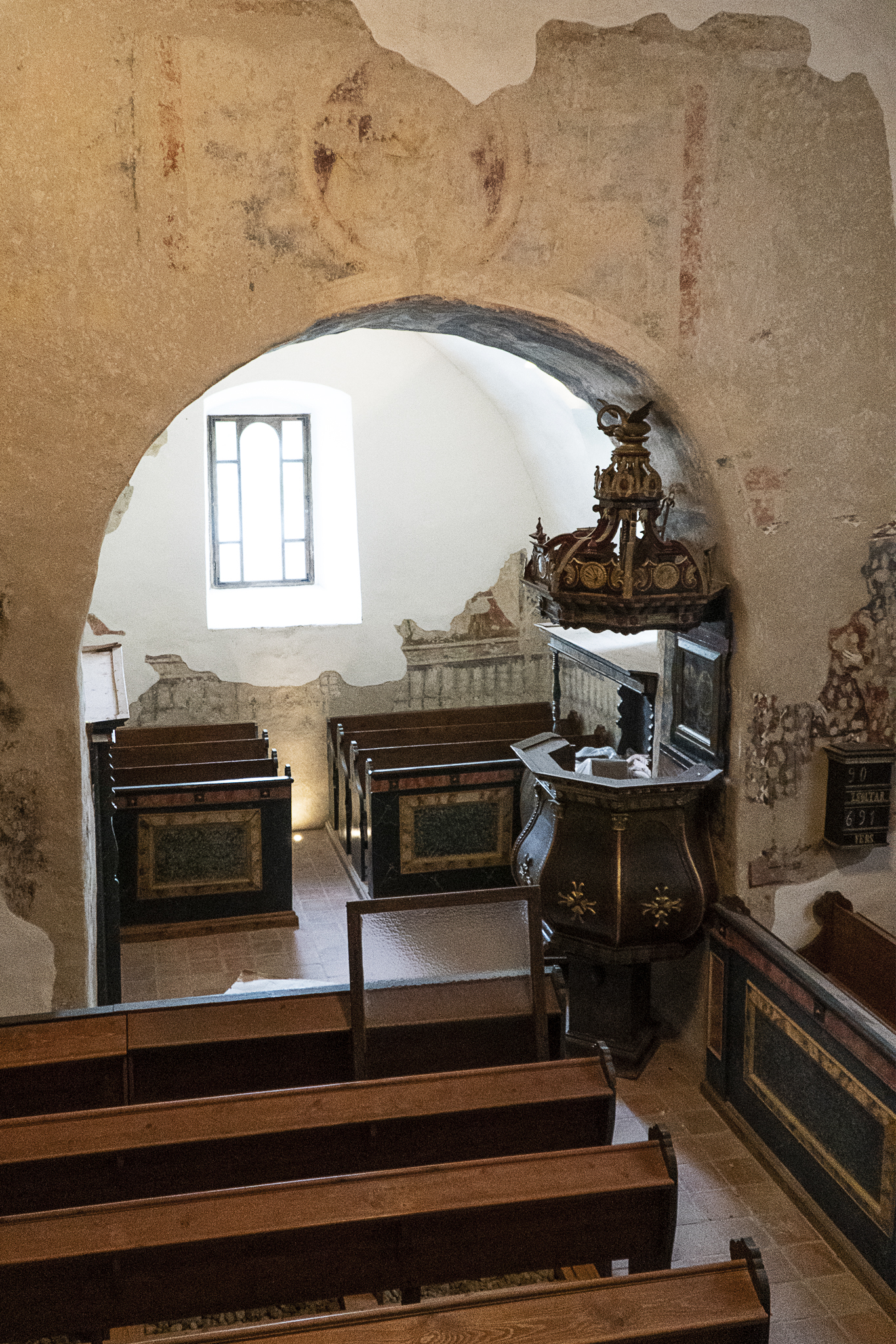
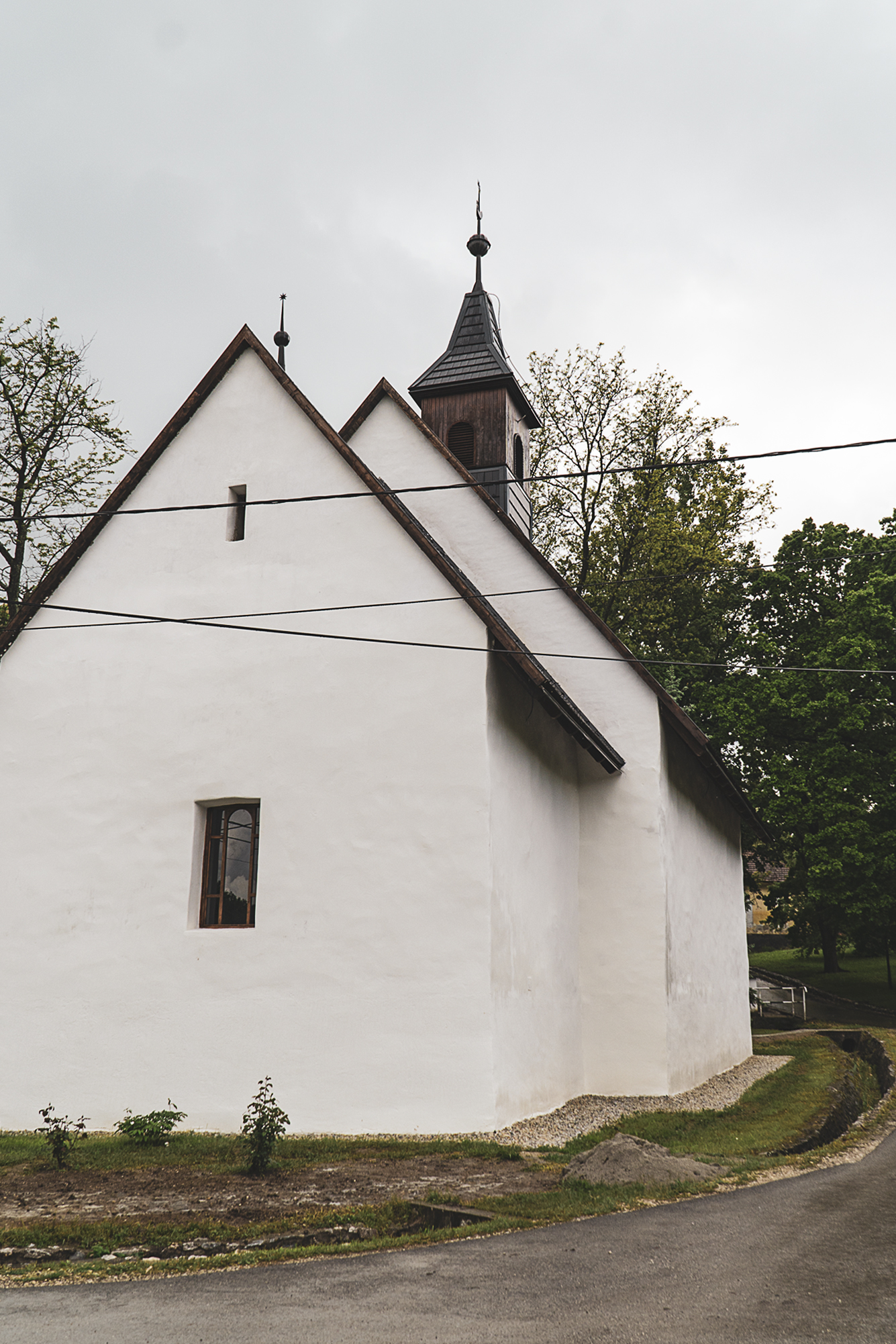

- A késő klasszicista (1842) római katolikus templom a falu keleti oldala fölé emelkedő dombon áll, homlokzatán toronnyal.

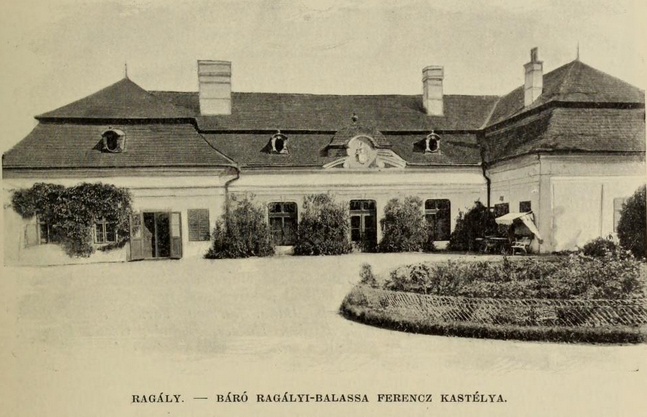
Ragályi-Balassa Ferenc kastélya (1903)

- A domboldalban álló Balassa-kastély (az úgynevezett „sárga kastély”) 1743-ban épült barokk stílusban. 1906-ban báró Ragályi-Balassa Ferenc felsőházi képviselő átalakíttatta és eklektikus stílusban bővíttette.

Az épület részben emeletes manzárdtetős, részben földszintes, elnyújtott téglalap alaprajzú toldalékokkal. A völgy felőli, eredetileg földszintes homlokzat 4+3+4 tengelyes, a középső 3 tengelyszakasz a homlokzat síkjából előugrik. Orommezejében az építtető Balassa-Ragályi család kettős címere, fölötte az 1743-as évszám. Az ablakok szemöldökpárkányai gazdagon díszítettek; a kovácsoltvas kosaras vasrácsok is kiváló mesterek keze munkáját dicsérik. A főpárkány frízében stukkódíszek kaptak helyet. A hátsó oldal neobarokk átépítés eredménye; homlokzatának közepén szintén címer díszeleg. A 18. századi helyiségek teknőboltozatosak, stukkódíszítéssel. A földszinti nagyterem mennyezete sík.
A kastély mögött elterülő erdős park gondozatlan. Az épület ma az alábbi közintézményeknek ad otthont:
polgármesteri hivatal,
kultúrotthon,
falumúzeum (kiállítás Balassi Bálint életéről, munkásságáról).
- A ragályi Balassa-kastély mellett az 1820-as években egy kisebb kastélyt is emeltek klasszicista stílusban. Szobái boltozottak. Ma ez az úgy nevezett fehér kastély magántulajdonban van, és felújításra szorul. Első emeleti dísztermének művészeti mozaikpadlója jelentős érték.

## Híres személyek
- Itt született 1814-ben Ragályi Ferdinánd földbirtokos, politikus, országgyűlési képviselő.
- Itt született 1864-ben Ragályi-Balassa Ferenc földbirtokos.
- Itt született 1940-ben Várnagy Katalin Jászai Mari-díjas színésznő.